# CONCACAF Women's Championship 2022
La CONCACAF Women's Championship 2022 è stata l'undicesima edizione del massimo campionato nordamericano di calcio femminile, noto anche come CONCACAF Women's Gold Cup o CONCACAF Women's World Cup Qualifying Tournament, torneo internazionale a cadenza quadriennale organizzata dalla Confederation of North, Central America and Caribbean Association Football (CONCACAF) e destinato a rappresentative femminili dell'America del Nord, America centrale e regione caraibica. Il torneo, che nella sua fase finale ha visto confrontarsi otto nazionali, si è disputato in Messico tra il 9 e il 24 luglio 2022.
Il torneo ha funzionato anche da qualificazione al campionato mondiale di Australia-Nuova Zelanda 2023. Le prime due classificate dei due gironi si sono qualificate direttamente, mentre le terze classificate sono entrate al play-off intercontinentale. La competizione ha determinato inoltre le nazionali CONCACAF qualificate al torneo di calcio femminile dei XIX Giochi panamericani di Santiago del Cile 2023. Inoltre, la vincitrice si è qualificata per le Olimpiadi e la CONCACAF Women's Gold Cup 2024, mentre la seconda e la terza classificata sono avanzate allo spareggio olimpico CONCACAF.
Gli Stati Uniti hanno vinto il torneo per la nona volta nella loro storia, la terza consecutiva, sconfiggendo in finale il Canada per 1-0.

## Stadi
| Guadalupe San Nicolás de los Garza | Guadalupe        | San Nicolás de los Garza |
| ---------------------------------- | ---------------- | ------------------------ |
| Guadalupe San Nicolás de los Garza | Stadio BBVA      | Stadio Universitario     |
| Guadalupe San Nicolás de los Garza | Capacità: 53 500 | Capacità: 41 615         |
| Guadalupe San Nicolás de los Garza |                  |                          |

## Qualificazioni
Al torneo sono ammesse direttamente senza passare attraverso le qualificazioni le due nazionali CONCACAF con il punteggio più alto nella classifica mondiale femminile FIFA di agosto 2020 Canada e Stati Uniti.
Il processo di qualificazione si terrà a febbraio e aprile 2022. Trenta squadre verranno sorteggiate in sei gironi da cinque e giocheranno due partite in casa e due in trasferta in un girone all'italiana. Le sei vincitrici dei gironi avanzeranno alla fase finale.

## Squadre partecipanti
| Pr. | Squadra           | Ente  | Partecipante in quanto                    | Ultima presenza  |
| --- | ----------------- | ----- | ----------------------------------------- | ---------------- |
| 1   | Canada            | NAFU  | Qualificazione automatica                 | Stati Uniti 2018 |
| 2   | Stati Uniti       | NAFU  | Qualificazione automatica                 | Stati Uniti 2018 |
| 3   | Messico           | NAFU  | Vincitrice del gruppo A di qualificazione | Stati Uniti 2018 |
| 4   | Costa Rica        | UNCAF | Vincitrice del gruppo B di qualificazione | Stati Uniti 2018 |
| 5   | Giamaica          | CFU   | Vincitrice del gruppo C di qualificazione | Stati Uniti 2018 |
| 6   | Panama            | UNCAF | Vincitrice del gruppo D di qualificazione | Stati Uniti 2018 |
| 7   | Haiti             | CFU   | Vincitrice del gruppo E di qualificazione | Stati Uniti 2014 |
| 8   | Trinidad e Tobago | CFU   | Vincitrice del gruppo F di qualificazione | Stati Uniti 2018 |

## Fasce
Il sorteggio è stato effettuato il 19 aprile a Miami. Le otto squadre saranno divise in quattro fasce da due squadre ciascuna, in base alla classifica mondiale femminile della FIFA di giugno 2021, con Stati Uniti e Canada automaticamente teste di serie e assegnati rispettivamente alle posizioni A1 e B1 nel sorteggio.
| Fascia 1                         | Fascia 2                     | Fascia 3                  | Fascia 4                          |
| -------------------------------- | ---------------------------- | ------------------------- | --------------------------------- |
| Stati Uniti (1) A1 Canada (8) B1 | Messico (28) Costa Rica (36) | Giamaica (51) Panama (60) | Haiti (62) Trinidad e Tobago (70) |

## Fase a gruppi

### Gruppo A

#### Classifica
| Pos. | Squadra     | Pt | G | V | N | P | GF | GS | DR |
| ---- | ----------- | -- | - | - | - | - | -- | -- | -- |
| 1.   | Stati Uniti | 9  | 3 | 3 | 0 | 0 | 9  | 0  | +9 |
| 2.   | Giamaica    | 6  | 3 | 2 | 0 | 1 | 5  | 5  | 0  |
| 3.   | Haiti       | 3  | 3 | 1 | 0 | 2 | 3  | 7  | -4 |
| 4.   | Messico     | 0  | 3 | 0 | 0 | 3 | 0  | 5  | -5 |

#### Risultati
| Arbitro: | Marie-Soleil Beaudoin |

|                           |           |  |
| Morgan 16’, 23’ Purce 84’ | Marcatori |  |

| Arbitro: | Tatiana Guzmán |

|  |           |         |
|  | Marcatori | 8’ Shaw |

| Arbitro: | Melissa Borjas |

|  |           |                                                      |
|  | Marcatori | 5’, 8’ Smith 59’ Lavelle 83’ (rig.) Mewis 87’ Rodman |

| Arbitro: | Marianela Araya |

|                                                   |           |  |
| Borgella 14’ (rig.) Mondésir 67’ (rig.) Jeudy 78’ | Marcatori |  |

| Arbitro: | Ekaterina Koroleva |

|                                     |           |  |
| Carter 26’ Shaw 59’, 70’ Spence 79’ | Marcatori |  |

| Arbitro: | Myriam Marcotte |

|           |           |  |
| Mewis 90’ | Marcatori |  |

### Gruppo B

#### Classifica
| Pos. | Squadra           | Pt | G | V | N | P | GF | GS | DR  |
| ---- | ----------------- | -- | - | - | - | - | -- | -- | --- |
| 1.   | Canada            | 9  | 3 | 3 | 0 | 0 | 9  | 0  | +9  |
| 2.   | Costa Rica        | 6  | 3 | 2 | 0 | 1 | 7  | 2  | +5  |
| 3.   | Panama            | 3  | 3 | 1 | 0 | 2 | 1  | 4  | -3  |
| 4.   | Trinidad e Tobago | 0  | 3 | 0 | 0 | 3 | 0  | 11 | -11 |

#### Risultati
| Arbitro: | Odette Hamilton |

|                                            |           |  |
| Rodríguez 6’ Salas 24’ Alvarado 60’ (rig.) | Marcatori |  |

| Arbitro: | Katia García |

|                                                                   |           |  |
| Sinclair 27’ Grosso 67’, 79’ Fleming 84’ Beckie 86’ Huitema 90+1’ | Marcatori |  |

| Arbitro: | Francia González |

|  |           |                                                      |
|  | Marcatori | 18’, 44’ Granados 33’ (aut.) Hutchinson 67’ Alvarado |

| Arbitro: | Tori Penso |

|  |           |            |
|  | Marcatori | 64’ Grosso |

| Arbitro: | Odette Hamilton |

|                        |           |  |
| Fleming 5’ Schmidt 70’ | Marcatori |  |

| Arbitro: | Astrid Gramajo |

|         |           |  |
| Cox 43’ | Marcatori |  |

## Fase a eliminazione diretta

### Tabellone
|  | Semifinali | Semifinali  | Semifinali |        |             | Finale          | Finale          | Finale          |  |
|  |            |             |            |        |             |                 |                 |                 |  |
|  | 1A.        | Stati Uniti | 3          |        |             |                 |                 |                 |  |
|  | 1A.        | Stati Uniti | 3          |        |             |                 |                 |                 |  |
|  | 2B.        | Costa Rica  | 0          |        |             |                 |                 |                 |  |
|  | 2B.        | Costa Rica  | 0          |        | Stati Uniti | Stati Uniti     | 1               |                 |  |
|  |            |             |            |        | Stati Uniti | Stati Uniti     | 1               |                 |  |
|  |            |             | Canada     | Canada | 0           |                 |                 |                 |  |
|  | 1B.        | Canada      | Canada     | Canada | 0           | 3               |                 |                 |  |
|  | 1B.        | Canada      |            |        |             | 3               |                 |                 |  |
|  | 2A.        | Giamaica    | 0          |        |             | Finale 3º posto | Finale 3º posto | Finale 3º posto |  |
|  | 2A.        | Giamaica    | 0          |        |             |                 |                 |                 |  |
|  |            |             |            |        |             |                 |                 |                 |  |
|  |            |             |            |        |             | Costa Rica      | Costa Rica      | 0               |  |
|  |            |             |            |        |             | Costa Rica      | Costa Rica      | 0               |  |
|  |            |             |            |        |             | Giamaica (dts)  | Giamaica (dts)  | 1               |  |

### Semifinali
| Arbitro: | Astrid Gramajo |

|                                      |           |  |
| Sonnett 34’ Pugh 45+4’ Sanchez 90+5’ | Marcatori |  |

| Arbitro: | Melissa Borjas |

|                                  |           |  |
| Fleming 18’ Chapman 64’ Leon 76’ | Marcatori |  |

### Finale terzo posto
La vincitrice della finale per il terzo ha preso parte allo spareggio olimpico CONCACAF. 
| Arbitro: | Marie-Soleil Beaudoin |

|  |           |                 |
|  | Marcatori | 102’ Van Zanten |

### Finale
La vincitrice della finale si è qualificata per il torneo di calcio ai Giochi della XXXIII Olimpiade in Francia e alla CONCACAF Women's Gold Cup 2024. La perdente ha avuto accesso allo spareggio olimpico CONCACAF.
| Arbitro: | Katia García |

|                   |           |  |
| Morgan 78’ (rig.) | Marcatori |  |

## Statistiche

### Classifica marcatrici
3 reti
- Alex Morgan (1 rig.)
- Jessie Fleming

- Julia Grosso

- Khadija Shaw

2 reti
- Katherine Alvarado (1 rig.)
- Cristin Granados

- Kristie Mewis (1 rig.)

- Sofia Smith

1 rete
- Janine Beckie
- Allysha Chapman
- Adriana Leon
- Jordyn Huitema
- Sophie Schmidt
- Christine Sinclair
- Raquel Rodríguez

- María Paula Salas
- Trudi Carter
- Drew Spence
- Kalyssa Van Zanten
- Roselord Borgella (1 rig.)
- Nérilia Mondésir (1 rig.)
- Sherly Jeudy

- Marta Cox
- Rose Lavelle
- Mallory Pugh
- Margaret Purce
- Trinity Rodman
- Ashley Sanchez
- Emily Sonnett

autoreti
- Lauryn Hutchinson (1, pro Costa Rica)